# ديك كاس
ديك كاس (بالإنجليزية: Dick Cass)‏ هو محامي أمريكي، ولد في 13 يناير 1946 في واشنطن العاصمة في الولايات المتحدة.